# Landesregierung Wallner II
Die Landesregierung Wallner II war die Vorarlberger Landesregierung unter der Führung von Landeshauptmann Markus Wallner (ÖVP) von Oktober 2014 bis November 2019. Sie war die erste schwarz-grüne Koalitionsregierung Vorarlbergs. Die Landesregierung wurde in der konstituierenden Sitzung des 30. Vorarlberger Landtags am 15. Oktober 2014 gewählt.
Nach der Landtagswahl 2014, bei der die zuvor allein regierende Vorarlberger Volkspartei schwere Verluste hinnehmen musste und Die Grünen Vorarlberg überraschend stark dazugewinnen konnten, trat die Volkspartei nach Sondierungsgesprächen mit allen Parteien in Koalitionsverhandlungen mit den Grünen ein. Diese Koalitionsverhandlungen konnten sehr schnell, schon am 7. Oktober 2014 und damit nur 16 Tage nach der Wahl, mit der Unterzeichnung eines Koalitionsvertrags zum Abschluss gebracht werden.
Ein Wechsel in der Zusammensetzung der Landesregierung erfolgte am 31. Jänner 2018, als Barbara Schöbi-Fink als Nachfolgerin der aus persönlichen Gründen zurückgetretenen Bernadette Mennel vom Landtag zur Bildungslandesrätin gewählt wurde. Erneut zu einem Wechsel von Regierungsmitgliedern kam es am 11. April 2018, als Christian Gantner dem zuvor wegen eines Krankheitsfalls in der Familie ausgeschiedenen Langzeit-Landesrat Erich Schwärzler nachfolgte.

## Regierungsmitglieder
| Amt                                                     | Bild | Name                                               | Partei | Partei | Zuständigkeitsbereiche |
| ------------------------------------------------------- | ---- | -------------------------------------------------- | ------ | ------ | --- |
| Landeshauptmann                                         |      | Markus Wallner                                     |        | ÖVP    | Personal, Finanzangelegenheiten, Vermögensverwaltung, Gebarungskontrolle, Regierungsdienste, Europaangelegenheiten und Außenbeziehungen, Feuerwehren, Hilfs- und Rettungswesen, Katastrophenbekämpfung, Jugendförderung, Familienförderung                                       |
| Landesstatthalter                                       |      | Karlheinz Rüdisser                                 |        | ÖVP    | Wirtschafts- und Arbeitsmarktpolitik, Hochbau- und Gebäudewirtschaft, Wirtschaftsrecht, Tourismus, Verkehrspolitik, Verkehrsrecht, Wohnbauförderung, Raumplanung und Baurecht, Gemeindeentwicklung, Straßenbau, Hochbau, Telekommunikation                                       |
| Landesrat                                               |      | Christian Bernhard                                 |        | ÖVP    | Gesundheit, Integrationshilfe, Sozialpsychiatrie und Sucht, Kultur, Lebensmittelsicherheit und Verbraucherschutz |
| Landesrat                                               |      | Christian Gantner ab 11. April 2018                |        | ÖVP    | Land- und Forstwirtschaft, Inneres, Sicherheit und Integration, Gewässerschutz und Wasserwirtschaft, Energieautonomie und energierelevante Fragen des Klimaschutzes, Veterinärangelegenheiten, Tierschutz, Jagd und Fischerei, Wildbach- und Lawinenverbauung, Katastrophenfonds |
| Landesrat                                               |      | Johannes Rauch                                     |        | GRÜNE  | Umwelt- und Klimaschutz, Abfallwirtschaft, Öffentlicher Verkehr und Mobilitätsmanagement, Radverkehrsinfrastruktur, Entwicklungszusammenarbeit, nationale und internationale Hilfsaktionen, Osthilfe, Informatik                                                                 |
| Landesrätin                                             |      | Barbara Schöbi-Fink ab 31. Jänner 2018             |        | ÖVP    | Gesetzgebung, Bildung, Schule, Kindergärten, Schülertagesbetreuung, Wissenschaft und Weiterbildung, Sport |
| Landesrätin                                             |      | Katharina Wiesflecker                              |        | GRÜNE  | Soziales, Frauen, Pflege, Kinder- und Jugendhilfe, Kleinkindbetreuung |
| Vorzeitig ausgeschiedene Mitglieder der Landesregierung |      |                                                    |        |        | |
| Landesrätin                                             |      | Bernadette Mennel ausgeschieden am 30. Jänner 2018 |        | ÖVP    | Gesetzgebung, Bildung, Schule, Kindergärten, Schülertagesbetreuung, Wissenschaft und Weiterbildung, Sport |
| Landesrat                                               |      | Erich Schwärzler ausgeschieden am 3. April 2018    |        | ÖVP    | Land- und Forstwirtschaft, Inneres, Sicherheit und Integration, Gewässerschutz und Wasserwirtschaft, Energieautonomie und energierelevante Fragen des Klimaschutzes, Veterinärangelegenheiten, Tierschutz, Jagd und Fischerei, Wildbach- und Lawinenverbauung, Katastrophenfonds |